# LaGrange (Arkansas)
LaGrange – miasto w Stanach Zjednoczonych, w stanie Arkansas, w hrabstwie Lee.

## Demografia
W roku 2000 miasto zamieszkiwały 122 osoby, a gęstość zaludnienia wynosiła 203,3osoby/km². W roku 2023 liczba mieszkańców spadła do zaledwie 46 osób, a gęstość zaludnienia do 76,7 osoby/km². Jest jedną z najszybciej wyludniających się miejscowości stanu Arkansas. W ciągu niespełna ćwierćwiecza (lata 2000-2023) liczba mieszkańców zmniejszyła się niemal o 2/3 (spadek o 62,3%).